# Інтер-Юніор
«Інтер-Юніор» — український футзальний клуб зі Львова. Заснований у 2008 році. Кольори клубу: чорно-біло-сині.

## Передумови виникнення

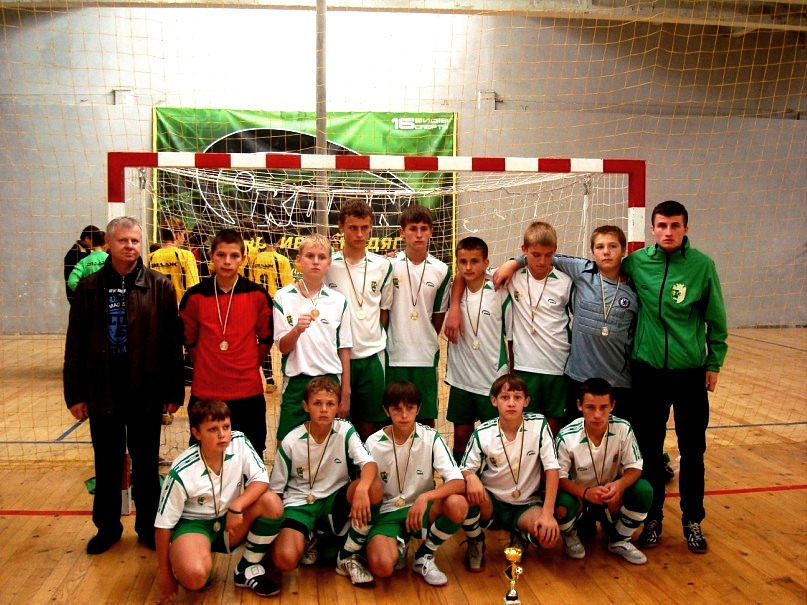
Турнір «Прикарпатська осінь». 2008 рік. 2 місце

МФК «Інтер-Юніор» почав свою історію із найнижчого рівня який існує у ієрархії футболу (футзалу), а саме з дитячо-юнацького рівня. Ще тоді у 2005 році ніхто не думав про створення цього клубу адже тоді вся структура сьогоднішнього «Інтера» була підпорядкована відомій футзальній школі на теренах Львівщини — ДЮСШ «Енергія», яка була прямо пов'язана із грандом львівського футзалу СК «Енергія». З вересня 2005 року керівники ДЮСШ довірили провести набір групи юнаків 1994 р.н., молодому тренеру, якому на той час було лише 19(!) років — Станкевичу Назарію Івановичу. Молодий тренер з ентузіазмом підійшов до можливості формування команди і вже через рік восени 2006 р. майбутня базова команда нашого клубу, а тоді ще ДЮСШ «Енергія», вперше деб'ютувала на юнацьких обласних змаганнях Львівщини. За підсумками сезону команда посіла 6-ту сходинку серед 12-ти колективів, що не аби як здивувало організаторів змагань. Вже тоді керівники ДЮСШ відзначали якісну організацію проведення навчально-тренувальних занять нашої команди а також якісні адміністративні здібності тренерського складу.
У сезоні 2007/2008 рр. команда вперше дебютувала на юнацькому Чемпіонаті України. Недосвідчені «енергетики» фінішували 5-ми серед 9-ти команд. Проте саме у цьому сезоні команда зуміла вперше здобути свої визначні перемоги. Підопічні Назарія Станкевича стали срібними призерами юнацького чемпіонату Львівщини, а також посіли третє місце на представницькому турнірі «Меморіал О. Козаченка» (м. Одеса).

Після не великих, проте не менш значущих звитяг тренерський склад нашої команди відчув, що для більших результатів потрібно більш якісний навчально-тренувальний процес та умови. На фоні цих потреб, які ДЮСШ «Енергія» не зуміла забезпечити, тренери команди починають пошук потенційних партнерів для втілення у реальність потреби команди. Такий партнер був знайдений в особі керівника спортивного комплексу «Інтерспорт» Ільківа Василя Ярославовича. Протягом весни 2008 р. тривали перемовини між Василем Ільківим та Назарієм Станкевичом, які повинні були дати поштовх для майбутньої співпраці. «Срібна» звитяга нашої команди у сезоні 2007—2008 рр. значно підштовхнула Василя Ільківа на рішучий крок — взяти під своє крило одну з найперспективніших юнацьких команд Львова. Апогеєм домовленостей між Станкевичом Н. І. та Ільківим В. Я. стало проведення у спорткомплексі першого за своїм форматом Всеукраїнського, турніру «Прикарпатська осінь». Участь у ньому взяли 5 найкращих футзальних команд Львова а також один із лідерів Чемпіонату України — житомирський «Візаж». Саме тоді 21 вересня, вперше наша команда вийшла у футболках із надписом «Інтер» а принциповість усіх матчів на турнірі остаточно утвердило переконання керівників спорткомплексу в доцільності обраного шляху. І хоч, вже тоді «інтеристи» і посіли лише третє призове місце (переможцем став житомирський «Візаж») все ж це не затьмарило головного — створення нового клубу — міні-футбольного клубу «Інтер-Юніор».

## Сезон 2008/2009рр. Перші кроки
Після турніру «Прикарпатської осені» почався планомірний процес співпраці між командою Назарія Станкевича та спорткомплексом «Інтерспорт» у спільному проекті «Інтер-Юніор». Тепер керівники команди могли самостійно організовувати навчально-тренувальний процес а також підготовку до змагань тепер вже під новим брендом. Проте незважаючи на те, що команда отримала якісні умови для тренувань, все ж результати у цьому сезоні стали одними із найнижчих в історії клубу. У черговому розіграші юнацького чемпіонату Львівщини, підопічні Н. Станкевича тепер вже як «інтеристи» фінішували лише третіми. Пропустивши поперед себе відповідно «Кардинал» та ДЮСШ «Енергія»-93. Ситуація у Чемпіонаті України й взагалі була більш критичною, лише 6 сходинка. Неоднозначним фактором невдалого сезону стало те, що де-факто «Інтер» все ж таки й надалі залишався структурним підрозділом ДЮСШ «Енергії», яка по завершенні сезону зобов'язала керівників команди переформатувати навіть ті незначні здобутки «Інтера», як свої. З таким станом речей Назарій Станкевич однозначно не погодився проте був змушений піти на вимогу керівництва ДЮСШ. Саме цей факт й став першим каменем спотикання між ДЮСШ «Енергією» і щойно створеним «Інтером».

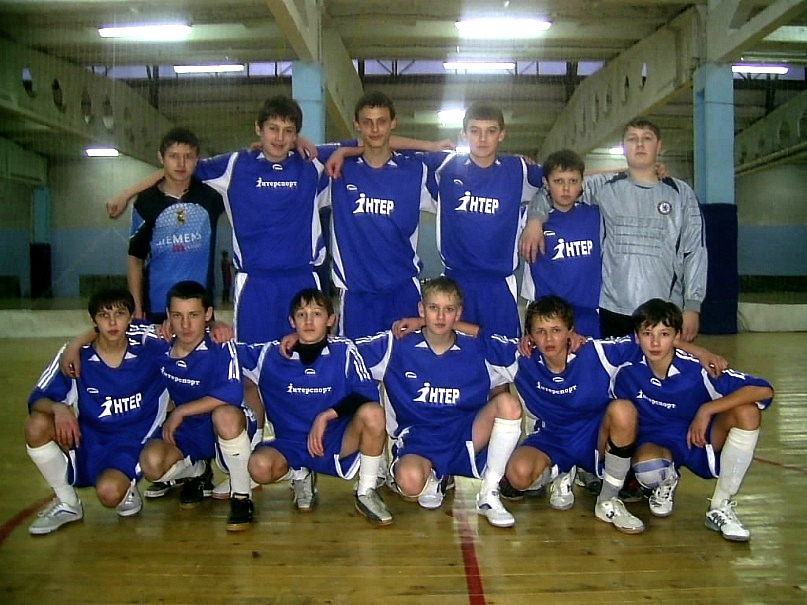
Сезон 2008—2009 рр. 2 місце у ЮЧЛ

Проте навіть серед негативних факторів були все ж і хороші сторінки у цьому сезоні. Серед визначних подій це те, що тепер на теренах Львівщини започаткувалось нове принципове юнацьке дербі між двома клубами ДЮСШ «Енергія» та МФК «Інтер-Юніор», яке охопило усі вікові групи цих обох клубів. Матчі між «енергетиками» та «інтеристами» стали окрасою юнацьких футзальних змагань Львівщини. І що саме головне, що така принциповість зберігається незалежно від позицій у турнірній таблиці. Другим вдалим фактором стало те, що підопічні Назарія Станкевича зуміли стати срібними призерам у представницькому турнірі, що відбувався в м. Одеса — «Меморіал пам'яті О. Козаченка». Також серед позитивних факторів слід відзначити й створення клубної школи «Інтера», тепер клуб у своєму підпорядкуванні мав ще дві вікові групи: юнаків 1995-96 р.н. та 1997-98 р.н., які і в майбутньому сформують фундамент кадрового потенціалу МФК «Інтер-Юніор».

## Сезон 2009/2010рр. «Золотий» сезон
У новий сезон 2009—2010 рр. команда не змінила свого плану тренувань та курс на загальне вдосконалення гри. І це скоро дало свої плоди. Саме у цьому ігровому році наш клуб стає постійним учасником Всеукраїнських змагань. Перший успіх «інтеристів» прийшов вже у грудні 2009 р. Підопічні Назарія Станкевича вдало подолали усі попередні стадії Кубка України і у фінальному матчі зустрілися із господарями проведення фінального етапу — житомирським «Візажом». Наша команда вдало побудувала свою гру і завдяки голу Володимира Івахіва практично втримала перемогу у фінальному матчі. Але зробити цього їм не вдалось, адже сам матч проходив за явною лояльністю з боку суддів по відношенню до господарів. Саме цей фактор і дозволив гравцям «Візажу» зрівняти рахунок на останній хвилині. У серії післяматчевих пенальті, житомиряни були більш влучні. Проте ця невдача не знітила команду, а навпаки додала їй більшого імпульсу для подальшого прогресу.
Практично через місяць ці команди зійшлись тепер вже у фінальному матчі Чемпіонату України. Ця гра була дуже принциповою і результативною. Суперники почергово виходили вперед у рахунку але «інтеристи» все-таки зуміли дати реванш більш іменитому та фінансово багатшому клубу із Житомира — 6:4. «Інтер» — став чемпіоном України, а гравці нашої команди Віталій Біров та Назарій Мацько стали відповідно найкращим голкіпером та найкращим гравцем чемпіонату. Також слід зазначити, що завдяки менеджменту клубу саме під цей чемпіонат команда зуміла знайти спонсора, ним став — ПП «Євротерм Львів».
Успіхи «Інтера» не пройшли увагою керівників ДЮСШ «Енергія», які фактично ще залишались керівниками нашої команди. Чемпіонська звитяга під брендом «Інтера», вдалий виступ ще одної групи юнаків нашого клубу — 1995 р.н. на Кубку України де на одному із етапів була переможена ДЮСШ «Енергія» (а наша команда в підсумку фінішувала третьою) а також переможні результати юнаків 1997 р.н. над тими ж «енергетиками» в Чемпіонаті Львівщини, змусили керівників школи надавити на Назарія Станкевича з метою припинення проекту «Інтера» та присвоєння усіх здобутих результатів ДЮСШ «Енергії». Але цього не трапилось, адже цього проекту вже не зупинити. Назарій Станкевич офіційно розриває стосунки із «енергетиками». На фоні цих подій основна команда нашого клубу вдруге для себе здобуває срібні нагороди юнацького чемпіонату Львівщини. Окрім, цього 31 квітня 2010 року «Інтер-Юніор» стає юридичною структурою в статусі громадської організації а це у свою чергу підштовхнуло головного спонсора клубу ПП «Євротерм Львів» до більш тісної співпраці з «Інтером».

## Любительський рівень (2010— … рр.)
Після вдало проведеного сезону а також після усіх структурних змін наш клуб й надалі продовжив свій розвиток. Тепер перед керівниками, тренерами та гравцями «Інтер-Юніора» стояло головне питання, чи зможе команда гідно конкурувати на дорослому рівні любительських змагань області. Було прийнято рішення проте, що з наступного сезону перед «інтеристами» будуть стояти кілька завдань змагального характеру. А саме базова команда нашого клубу, юнаків 1994 р.н. отримала статус основної або ж головної команди і повинна була не тільки гідно представляти клуб на юнацькому рівні а також і на дорослому. Починаючи із сезону 2010—2011 рр. і по сьогоднішній час «Інтер-Юніор» став учасником дорослих змагань любительського рівня не тільки на теренах Львівщини а й Західної України. Команда почала відчайдушну боротьбу за свій авторитет серед титулованих команд Львівщини, які у своїх складах мали досвідчених гравців високого рівня. Впродовж усіх виступів наша команда завжди мала статус наймолодшої команди у лізі проте це не завадило їй згодом стати непоступливим колективом з яким почали рахуватись усі команди області.

## Чемпіонат України. 2 ліга. Західний регіон
Знаковою подією для «Інтер-Юніора» став сезон 2012—2013 рр. Саме тоді, будучи вже постійним учасником обласних змагань любительського рівня, керівники клубу приймають рішення відкрити ще одну вагому сторінку в історії команди — старт «інтеристів» у Чемпіонаті України серед команд 2 ліги, Західного регіону. Для головної команди клубу це було дуже важке випробовування адже їм доводилось грати на два серйозних фронти і подекуди за тиждень проводити до 4-ох матчів. Проте це був той потрібний досвід який однозначно мав дати прогрес молодим перспективним гравцям «Інтера». За підсумком 12 проведених матчів «Інтер-Юніор» не зумів здобути путівку у фінальний етап. Визначальним фактором невдачі чорно-синіх стали виїзні матчі де команда зуміла заробити лише один заліковий пункт проте у себе вдома «інтеристи» поступились лише одного разу.

## Гравці
З моменту виступу «Інтер-Юніора» у дорослих змаганнях любительського рівня практично усі футзальні функціонери відзначали перспективність виконавського складу команди. Не змінюючи свою стратегію формування складу, «Інтер» завжди збирав під свої кольори найкращих молодих футзальних гравців, яким давав повноцінно заявити про себе а також можливість прогресу та підвищення зацікавленості від інших клубів. Керівники нашого клубу розуміли, що для більш якісного прогресу власних вихованців їм потрібно шукати кожного разу все більшу мотивацію та умови, тому коли це було доцільно клуб завжди діяв в інтересах гравців та їхньої подальшої трансферної діяльності. Ба більше в період міжсезоння керівництво клубу неодноразово організовувало товариські матчі із представниками Першої ліги футзалу України і як наслідок після цього всі команди з більш вищого рівня почали тісно контактувати із нашим клубом. До найкращих гравців нашого клубу почали проявляти інтерес першолігові колективи такі як АК «Лемберг», «Львівхолод», «Ураган-2», СК «Енергія-2», «Спортлідер-2» а також представники вищого дивізіону нашої держави — львівські «ТВД» та СК «Енергія», рівненський «Кардинал».та ін. У підсумку найкращий воротар нашого клубу Віталій Біров отримав шанс зіграти у першій лізі за такі колективи «Лемберг» та «Ураган-2» а з сезону 2014\2015 рр. став голкіпером основної команди івано-франківського клубу «Ураган». Ще один вихованець «Інтера», гравець Павло Миколюк також зумів закріпитись в основі «Урагану», проте у Павла є ще один вагомий здобуток це постійний виклик у молодіжну збірну Україну. В різні сезони ще ряд гравців нашої команди виступали на першоліговому рівні за СК «Енергія-2», «Львівхолод» та хмельницький «Спортлідер-2». Неодноразово інтерес до наших гравців проявляли і сильніші команди Львівщини, так чемпіони області різних сезонів «Львів Сіті» та «Львівгаз» неодноразово вдавались до послуг наших гравців.

## Титули та досягнення
- Чемпіон Другої ліги футзалу Львова АЛМФУ 2014/2015
- Срібний призер Першої ліги міні-футболу Львова АЛМФУ 2013
- Чемпіон юнацького чемпіонату України 2009/2010
- Фіналіст юнацького Кубка України 2009/2010
- Чемпіон юнацького чемпіонату Львівщини 2010/2011
- Срібний призер юнацького чемпіонату Львівщини (3): 2007/2008, 2009/2010, 2013/2014
- Бронзовий призер юнацького чемпіонату Львівщини 2008/2009
- Переможець турніру «Прикарпатська осінь» 2010 р.
- Фіналіст турніру «Прикарпатська осінь» 2008 р.
- Срібний призер турніру «Прикарпатська осінь» 2009 р.
- Срібний призер турніру «Меморіал пам'яті О. Козаченка» 2008 р.

## Найвідоміші вихованці
- Павло Миколюк
- Віталій Біров
- Олег Кучір
- Микола Лецишин